# Anthony Hamilton (chanteur)
Pour les articles homonymes, voir Anthony Hamilton et Hamilton.
Anthony Hamilton (28 janvier 1971 - ) est un chanteur américain de soul, originaire de Charlotte, en Caroline du Nord.

## Carrière
il chante dans la chorale de son Église, puis dans différents clubs. En 1993, il part s’installer à New York. Ces premières années vont être difficiles, son premier album XTC doit sortir chez Uptown Records en 1995, mais la société fait faillite. Ensuite, il signe sous le label RCA, où son album Total xtc sortira enfin en 1996. L'album ne rencontrera pas le succès escompté, malgré de bonnes critiques et de bons titres (Forgive me, In the Mood, You're my Type of Woman, etc.). S'ensuit une période de transition. Il signe chez Soulife, label indépendant. Il écrit son second album mais également pour d'autres artistes, dont Donell Jones, puis est choriste des Soultronics qui accompagnent le « Voodoo Tour » de D'Angelo en 2000. Soulife ferme ses portes avant qu'Anthony Hamilton ait pu sortir son second album. Il continue à écrire et faire les chœurs pour d'autres artistes. La chance et une rencontre avec Jermaine Dupri, qui le fait signer sous son label So So Def, offre une nouvelle dimension à Anthony, qui sort en 2003 l'album Coming from Where I’m from. S'ensuit en 2005 Soulife, album qu'il n'avait pas pu sortir sous le label du même nom. Toujours en 2005, il crée l'album Ain't Nobody Worryin'. Chanteur à la voix pleine d'émotions, il fait partie des valeurs sûres du mouvement néosoul de cette dernière décennie. Il prête également sa voix pour la bande-originale du film American Gangster réalisé par Ridley Scott en 2007, ainsi que pour celle de Django Unchained de Quentin Tarantino en 2013.

## Discographie

### Singles en solo
- 1996 : Nobody Else
- 2003 : Comin' from Where I'm From
- 2004 : Charlene -  no 19
- 2005 : Can't Let Go -  no 71
- 2006 : Sista Big Bones
- 2007 : Struggle No More (The Main Event) Feat Jaheim & Musiq Soulchild
- 2007 : Do You Feel Me
- 2008 : Cool Feat David Banner

### Singles en featuring
- 2002 : Thugz Mansion de 2Pac Feat Anthony Hamilton
- 2002 : Po' Folks de Nappy Roots Feat Anthony Hamilton -  no 21
- 2003 : Sunshine de Twista Feat Anthony Hamilton -  no 3,  no 10,  no 11,  no 17,  no 27,  no 52,  no 58,  no 93 [2],[3]
- 2004 : Stay for a While de Angie Stone Feat Anthony Hamilton
- 2004 : Why de Jadakiss Feat Anthony Hamilton -  no 11,  no 98
- 2007 : I'm Not Perfect de J. Moss Feat Anthony Hamilton
- 2011 : Don't Stop de Chali 2na Feat Anthony Hamilton
- 2012 : World's an addiction de Nas Feat Anthony Hamilton - Album Life is good
- 2015 : That One de Teedra Moses Feat Anthony Hamilton

### Bandes originales
- 2013 : Django Unchained (film de Quentin Tarantino).."Django Unchained".."Freedom" avec Elayna Boynton.

### Films
- 2001 : Baby Boy.."Love & War"
- 2003 : The Fighting Temptations.."Cornbread, Fish and Collard Greens"
- 2004 : Street Dancers.."Comin' from Where I'm from"
- 2004 : Fat Albert.."My First Love"
- 2005 : Coach Carter.."Comin' from Where I'm from"
- 2005 : Domino.."The Gambler"
- 2006 : ATL.."Where Did It Go Wrong?"
- 2006 : Sexy Dance.."Dear Life"
- 2007 : Daddy's Little Girls.."Struggle No More", "Can't Let Go"
- 2007 : American Gangster.."Do You Feel Me", "Stone, Cold"
- 2008 : Soul Men.."Soul Music"
- 2013 : Django Unchained .."Freedom"

### Télévisions
- 2006 :Sur écoute (Un nouveau jour (A New Day) S04E11) .. "Comin' from Where I'm from"

## Filmographie

### Films
- 2008 : American Gangster, de Ridley Scott : Chanteur du groupe de Funk

### Producteurs
Timothy "Tyme" Riley, George R. "Golden Fingers" Pearson, Ray Middleton, Jermaine Dupri, James Poyser, Mark Batson, Anthony Hamilton, Junius Bervine, Cedric Solomon, 7 Aurelius.

## Collaborations
- J-C Olivier
- Eve - Eve-Olution -"Ride Away"
- Xzibit - Man Vs Machine - "The Gambler"
- Baby Boy (OST) - "Love and War" Anthony Hamilton & Macy Gray
- Busta Rhymes -"When Disaster Strikes" - "Things We Be Doin' for Money, Pt. 2"
- Heltah Skeltah - "Magnum Force"
- JT Money -"Pimpin' on Wax"
- Sunshine Anderson -"Your Woman"-"Last Night"
- Nappy Roots -Wooden Leather - "Po' Folks"
- Dj Mark Ronson - "Here Comes the Fuzz" Anthony Hamilton & Nappy Roots - "Bluegrass Stain'd (remix)"
- Jadakiss -"Kiss Of Death"- feat. Anthony Hamilton - "Why"
- 2Pac -"Thugz Mansion"
- Twista -"Kamikaze"-"Sunshine" feat. Anthony Hamilton
- Da Brat - "Limelite, Luv, & Niteclubz"
- Angie Stone -"Stone Love"
- Nelly -"Suit" -"Nobody Knows"
- Bet tv Award 04 Nominees (Various Artists)
- Talib Kweli -"The Beautiful Struggle"
- Roy Hargrove "Kwah/Home"
- Gorillaz - "Carnival"
- Teedra Moses - Cognac & Conversation - "That One" feat. Anthony Hamilton
- Da Baby - "BLANK" feat. Anthony Hamilton
- G-Eazy - "Gerald" feat. Anthony Hamilton